# جدة مول
هو مركز تسوق يقع في قلب مدينة جدة بالمملكة العربية السعودية وتحديدا جنوب شارع التحلية.
المركز عبارة عن طابق أرضي يحتوي ألعاب أطفال ومطاعم وأماكن للاستراحة وطابق أول وثاني يحتويان على العديد من المحال التجارية المحلية والعالمية.